# Kutkiwci (przystanek kolejowy)
Kutkiwci (ukr. Кутківці) – przystanek kolejowy w miejscowości Kutkiwci, w rejonie kamienieckim, w obwodzie chmielnickim, na Ukrainie. Położony jest na linii Jarmolińce – Husiatyn.